# Cocidius
Na religião romano-britânica, Cocidius foi uma deidade cultuada na Britânia do Sul. Os romanos o igualaram a Marte, deus da guerra e caça e a Sylvanus, deus das florestas, dos arvoredos e dos campos selvagens. Como Belatu-Cadros, este deus era cultuado provavelmente pelos soldados romanos de baixa patente bem como pelos Bretões. 

## Etimologia
Rivet e Smith, os autores de Place Names of Roman Britain, notam que o nome pode estar relacionado a Britânico céltico cocco-, 'vermelho', sugerindo que as estátuas do deus podem ter sido pintadas de vermelho. Entretanto, isto poderia simplesmente ser uma versão latinizada do Galês Antigo coit (no galês moderno coed), "bosque" ou "floresta", fazendo uma tradução de Sylvanus, cujo nome literalmente também significa deus dos bosques.

## Representações e dedicatórias
Fanum Cocidius, que significa o templo de Cocidius, foi um nome de lugar romano para uma localidade próxima ao Estuário Solway. Existem dedicatórias a ele em torno do Muro de Adriano e na Cumbria, incluindo os fortes em Birdoswald e Bewcastle. Uma outra inscrição, em Ebchester, especificamente se refere a ele como Cocidius Vernostonus, Cocidius da árvore do amieiro. Um entalhe de 2000 anos de idade de Cocidius foi encontrado recentemente próximo a Chesters Fort no Muro de Adriano. Foi apelidado de homenzinho e mostra uma figura com seus braços atirados, largos, e pernas apoiadas firmemente contra o solo. Embora o gênero não esteja representado, as formas e os acessórios são aparentemente masculinas, com um escudo na mão esquerda, uma espada à direita, e uma adaga pendendo do cinto em torno de sua túnica. Esta é uma das pelo menos nove representações conhecidas no corredor do Muro de Adriano, e além dessas cerca de 25 inscrições são dedicadas a ele. A maioria destas estão junto à porção ocidental do Muro, a mais espetacular sendo encontrada em Yardhope, onde uma figura em baixo relevo brande uma lança e um escudo sobre um rosto de rocha vertical, na entrada para um pequeno santuário.

## Ligações Externas
- Cocidius: a Brythonic God (The Red One)
- Fanum Cocidi